# Bajgora
Bajgora (albanisch auch Bajgorë, serbisch-kyrillisch Бајгора) ist ein Dorf im Norden des Kosovo und gehört zur Gemeinde Mitrovica e Jugut.

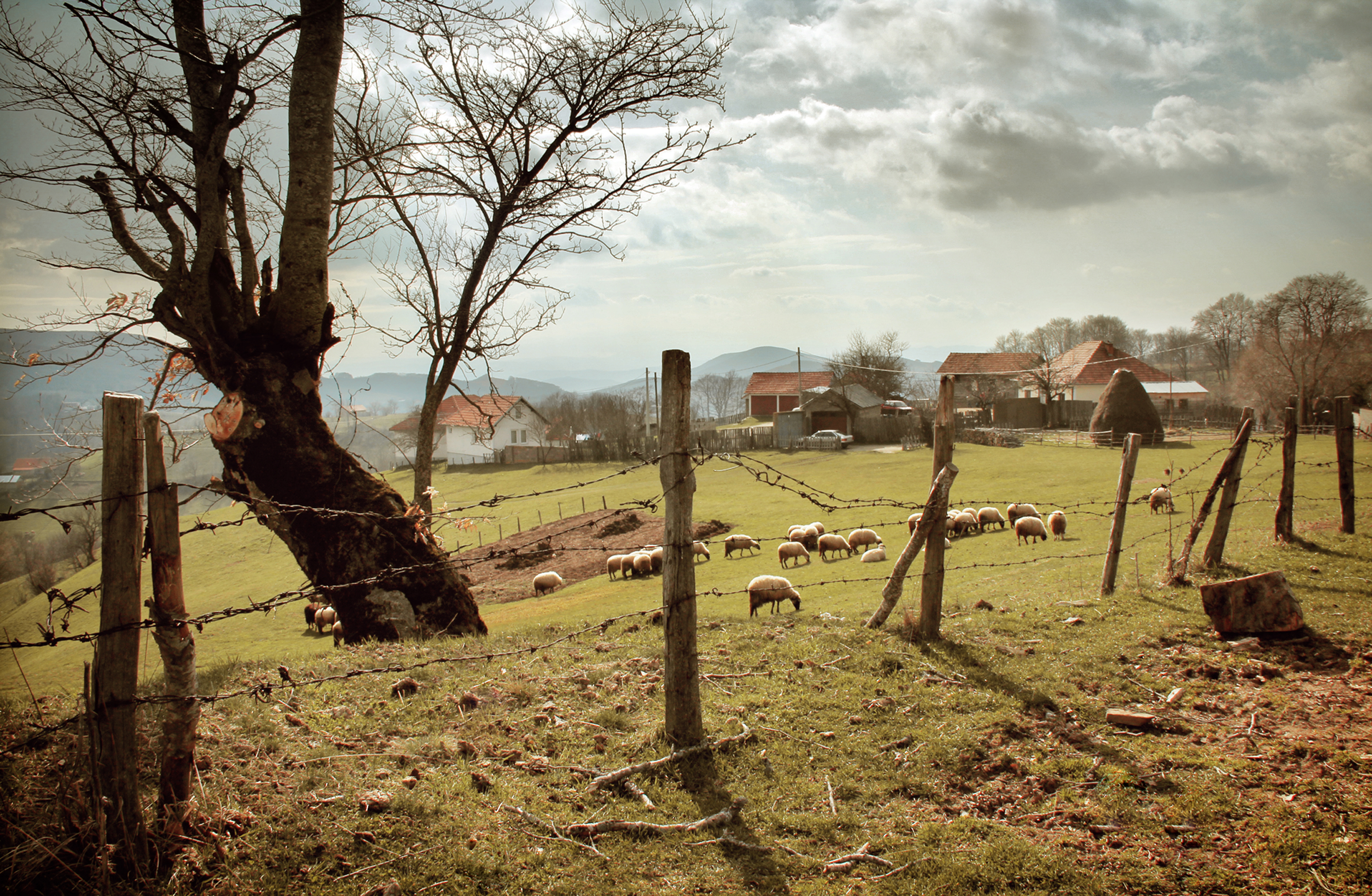
Ortsteil von Bajgora (2011)

## Geographie
Bajgora liegt 16 Kilometer nordöstlich von der Stadt Mitrovica entfernt im Hochland Shala e Bajgorës, welches sich zwischen den Städten Mitrovica, Vushtrria und Podujeva ausbreitet. Bajgora hat eine Bushaltestelle auf der R-129 in Richtung Mitrovica und Podujeva. Das Dorf hat eine Schule und zwei Restaurants, eins davon besitzt ein Hotel. Unweit befindet sich der Gipfel Barel.

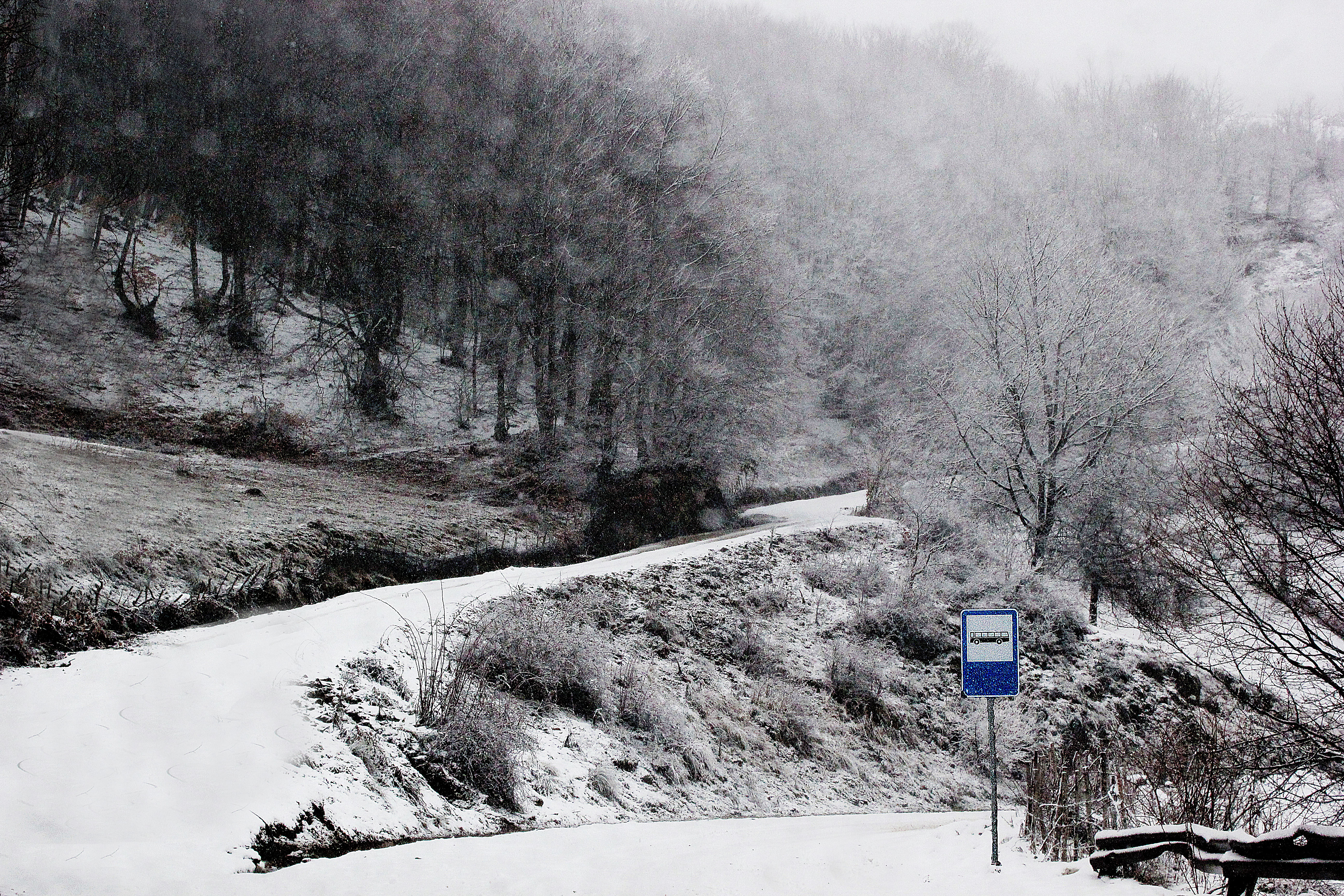
Bushaltestelle Bajgora im Winter (2013)

## Geschichte

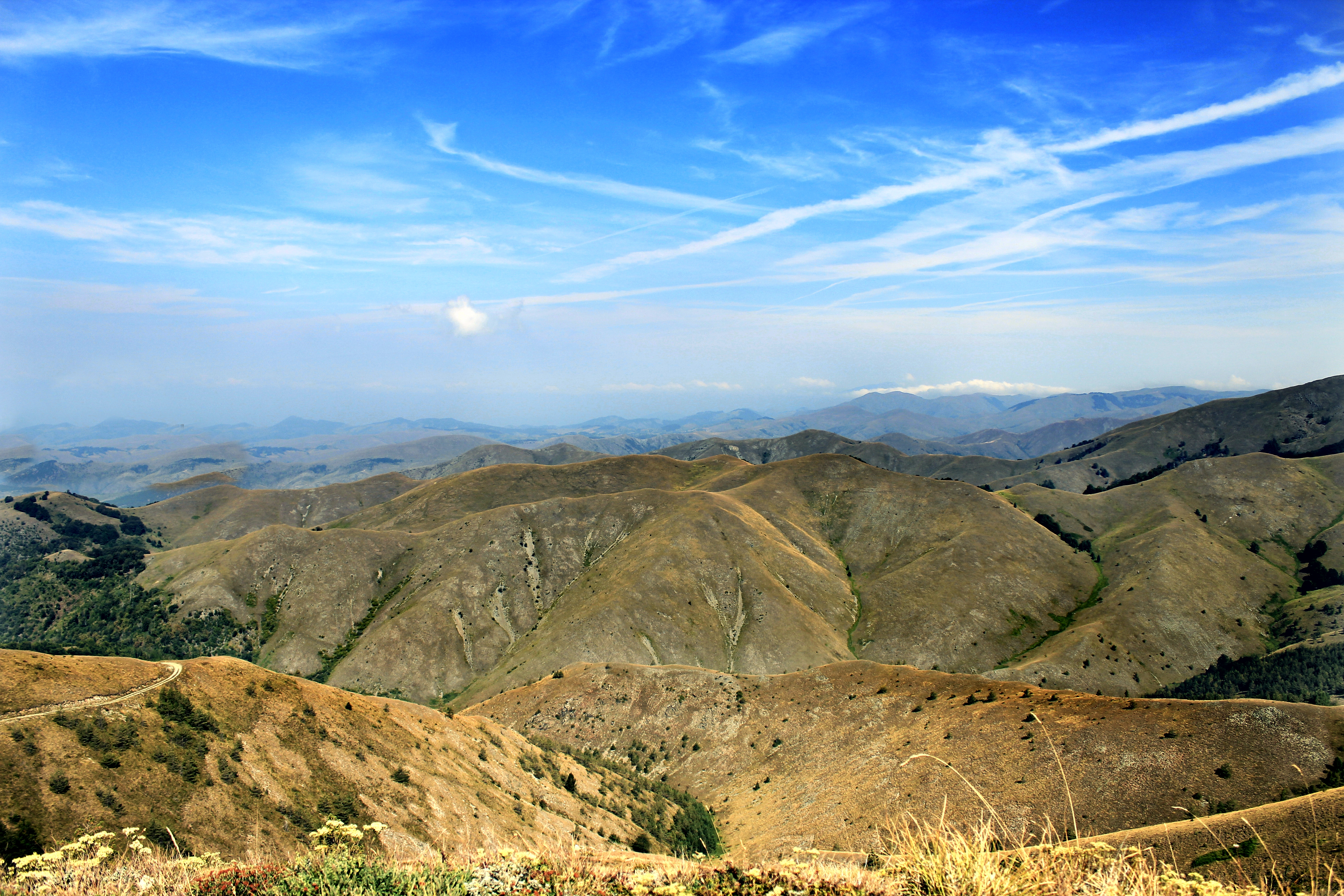
Landschaft in der Umgebung Bajgoras

Im Rahmen des Kosovokrieges existierte ab Juli 1998 in Bajgora ein Ausbildungs- bzw. Übungslager der UÇK.
Im März und April 1999 drängten serbische Truppen die albanische Zivilbevölkerung in Vushtrria und den umliegenden Dörfern zum Verlassen ihrer Häuser und Wohnungen. Ein Teil von ihnen fand Zuflucht in Bajgora, da die Umgebung zu der Zeit von der UÇK kontrolliert wurde. Am 2. Mai 1999 löste eine Offensive der serbischen Streitkräfte gegen die UÇK an der Frontlinie bei Bajgora eine massive Auswanderungswelle der Binnenvertriebenen aus (Siehe auch: Boshlan).

## Bevölkerung
Bei der Volkszählung 2011 wurden für Bajgora 1098 Einwohner erfasst. Davon bezeichneten sich 1097 als Albaner (99,90 %). Über einen Einwohner liegen keine Angaben zur ethnischen Zugehörigkeit vor.
| Volkszählung | 1948 | 1953 | 1961 | 1971 | 1981 | 1991 | 2011 |
| ------------ | ---- | ---- | ---- | ---- | ---- | ---- | ---- |
| Einwohner    | 897  | 1000 | 1094 | 1111 | 1282 | 1663 | 1098 |

## Söhne und Töchter des Dorfes
- Remzije Istrefi-Peci (* 1972), kosovarische Richterin und Hochschullehrerin